# Urban Bäckström
Urban Bäckström (født 25. maj 1954) er en svensk socialøkonom.
Han arbejdede som økonom for Moderaterna i 1980'erne, og blev under Carl Bildt udnævnt til statssekretær i det svenske Finansdepartementet. Han sad også som centralbankchef for Rigsbanken i perioden 1994-2002.